# Feminism
Feminismul reprezintă o serie de ideologii și mișcări socio-politice care urmăresc să definească și să instituie egalitatea politică, economică, personală și socială a sexelor. Feminismul susține că societățile moderne sunt patriarhale - ele acordă prioritate punctului de vedere masculin - și că femeile sunt tratate nedrept. Eforturile de a schimba această situație includ lupta împotriva stereotipurilor de gen, și îmbunătățirea oportunităților și rezultatelor educaționale, profesionale și interpersonale pentru femei.
Avându-și originea la sfârșitul secolului al XVIII-lea în Europa, mișcările feministe au militat și continuă să militeze pentru drepturile femeilor, inclusiv dreptul de a vota, de a candida la funcții publice, de a munci, de a primi salarii egale, de a deține proprietăți, de a primi educație, de a încheia contracte, de a avea drepturi egale în cadrul căsătoriei, și de a beneficia de concediu maternal. Feministele au luptat, de asemenea, pentru a asigura accesul la contracepție, avorturi legale, integrare socială, și pentru a proteja femeile și fetele împotriva agresiunii sexuale, hărțuirii sexuale și a violenței domestice. Schimbările în standardele vestimentare feminine și activitățile fizice acceptabile pentru femei au făcut, de asemenea, parte din mișcările feministe.

## Istorie
Primele structurări ale mișcărilor feministe apar în suita ideilor Revoluției franceze. Textele feministe fondatoare reiau principiile iluministe ale dreptului natural și ale egalității în drepturi și libertăți. Scriitoarea revoluționară Olympe de Gouges, inspirată de Declarația drepturilor omului și ale cetățeanului, proclamă în Déclaration des droits de la femme et de la citoyenne (1791) principiile umaniste ale emancipării femeii, afirmând egalitatea ei juridică; în Anglia, scriitoarea Mary Wollstonecraft publică o Vindication of the Rights of Woman (1792), în care susține că proprietatea privată și clasa stau la baza discriminării femeilor și că acestea, la fel ca bărbații, au nevoie de drepturi egale. Charles Fourier, socialist utopic și filosof francez, este creditat cu formularea cuvântului „féminisme”, în 1837.
Organizarea și afirmarea socială încep cu adevărat odată cu mișcarea sufragetelor, structură militantă activă care își propune denunțarea formelor de sclavie socială, și obținerea unor schimbări juridice concrete. Dreptul femeilor de a vota este acordat pentru prima dată în lume în Noua Zeelandă, în anul 1893; Australia de Sud urmează exemplul în 1894. În Marea Britanie a fost adoptată, în 1918, Legea reprezentării poporului, care acorda votul femeilor de peste 30 de ani care dețineau proprietăți. În 1928, acest drept a fost extins la toate femeile de peste 21 de ani. Emmeline Pankhurst a fost cea mai notabilă activistă din Anglia. Revista Time a numit-o unul dintre cei mai importanți 100 de oameni ai secolului XX, afirmând că: „a conturat o idee a femeii pentru epoca noastră; a zguduit societatea într-un nou șablon de la care nu se mai poate reveni”. În Statele Unite, printre liderii notabili ai acestei mișcări s-au numărat Lucretia Mott, Elizabeth Cady Stanton și Susan B. Anthony, care au militat fiecare pentru abolirea sclaviei înainte de a susține dreptul la vot al femeilor. În SUA, se consideră că primul val de feminism s-a încheiat odată cu adoptarea celui de-al nouăsprezecelea amendament la Constituția Statelor Unite (1919), care a acordat femeilor dreptul de vot în toate statele. 
Feministele au continuat să militeze pentru reformarea legilor familiei care le confereau soților controlul asupra soțiilor. În Franța, femeile căsătorite nu au primit dreptul de a lucra fără permisiunea soțului lor până în 1965. Feministele au luptat pentru a aboli „scutirea maritală” din legile privind violul, care împiedicau urmărirea penală a soților pentru violul soțiilor lor. Eforturile anterioare ale feministelor din primul val, precum Voltairine de Cleyre, Victoria Woodhull și Elizabeth Clarke Wolstenholme Elmy, de a incrimina violul marital la sfârșitul secolului al XIX-lea au eșuat; acest lucru a fost realizat abia un secol mai târziu în majoritatea țărilor occidentale, dar încă nu este implementat în multe alte părți ale lumii.
Scriitoarea franceză Simone de Beauvoir a oferit o soluție marxistă și o viziune existențialistă asupra multora dintre chestiunile feminismului odată cu publicarea cărții Le Deuxième Sexe (Al doilea sex) în 1949. În 1963, cartea lui Betty Friedan, The Feminine Mystique, a contribuit la exprimarea nemulțumirii pe care o resimțeau femeile americane. Cartea este considerată a fi cea care a declanșat începutul celui de-al doilea val de feminism în Statele Unite. În 1970, scriitoarea australiană Germaine Greer a publicat cartea The Female Eunuch, care a devenit un bestseller mondial și care ar fi dus la creșterea ratei divorțurilor. Greer susținea că bărbații urăsc femeile, că femeile nu știu acest lucru și își îndreaptă ura asupra lor însele, precum și că femeile sunt devitalizate și reprimate în rolul lor de gospodine și mame. În 1971, jurnalista americană Gloria Steinem co-fondează revista Ms., prima publicație feministă națională a Statelor Unite.
În România, studiile Mihaelei Miroiu și ale Laurei Grunberg sunt printre primele încercări de a prezenta publicului ideile și problematica feminismului, însă curentul s-a dezvoltat semnificativ începând cu mijlocul anilor 1990. Lucrarea Lexicon feminist explică concepte fundamentale pentru curentul feminist, precum eticile și sociologia feministă, puterea și rolul de gen, și șovinismul masculin.

### Valuri

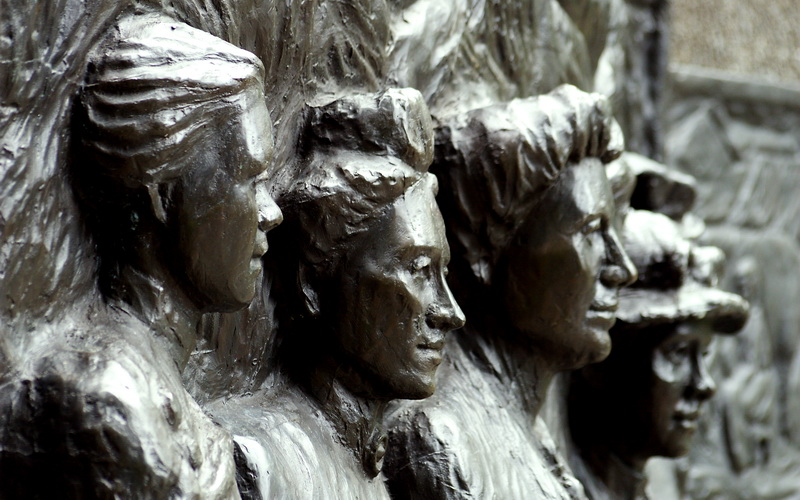
Memorialul Național Kate Sheppard din Noua Zeelandă – prima țară din lume în care toate femeile au avut dreptul să voteze la alegerile parlamentare.

Istoria feminismului occidental modern este împărțită, în mod convențional, în perioade de timp sau „valuri”, fiecare cu obiective ușor diferite, bazate pe progresele anterioare:
- Feminismul primului val din secolul al XIX-lea și de la începutul secolului al XX-lea s-a concentrat pe răsturnarea inegalităților juridice, abordând în special problema sufragiului

- Feminismul celui de-al doilea val (anii 1960-1980) a extins dezbaterea pentru a include inegalitățile culturale, normele de gen și rolul femeilor în societate

- Feminismul celui de-al treilea val (anii 1990-2000) se referă la diverse curente de activitate feministă, considerate de către feministele celui de-al treilea val atât ca o continuare a celui de-al doilea val, cât și ca un răspuns la eșecurile percepute ale acestuia[32]

- Feminismul celui de-al patrulea val (începutul anilor 2010-prezent) dezvoltă interesul celui de-al treilea val asupra intersecționalității, punând accentul pe pozitivitatea corpului, incluziunea trans, și un discurs deschis despre cultura violului în era social media.

## Teorie
Teoria feministă este extinderea feminismului în domenii teoretice sau filosofice. Ea cuprinde lucrări într-o varietate de discipline, inclusiv antropologia, sociologia, economia, studiile despre femei, critica literară, istoria artei, psihanaliza și filosofia. Teoria feministă urmărește să înțeleagă inegalitatea dintre sexe, și se concentrează pe politica de gen, relațiile de putere, și sexualitate. În timp ce oferă o critică a acestor relații sociale și politice, o mare parte a teoriei feministe se concentrează, de asemenea, pe promovarea drepturilor și intereselor femeilor. Temele explorate în teoria feministă includ discriminarea, stereotipurile, „obiectificarea” (în special cea sexuală), opresiunea și patriarhatul.

## Curente și ideologii
De-a lungul anilor s-au dezvoltat numeroase curente și ideologii feministe complementare. Feminismul este adesea împărțit în trei tradiții principale numite feminism liberal, radical și socialist/marxist, cunoscute uneori ca „cele trei mari” școli de gândire feministă. De la sfârșitul secolului al XX-lea, au fost identificate forme noi de feminism. Unele ramuri ale feminismului urmăresc, într-o măsură mai mare sau mai mică, înclinațiile politice ale societății, sau se concentrează pe subiecte specifice, cum ar fi protecția mediului. Printre cele mai cunoscute ramuri ale feminismului se numără:
- Feminism anarhist
- Feminism cultural
- Feminism individualist
- Feminism lesbian
- Feminism liberal
- Feminism marxist
- Feminism multirasial
- Feminism postmodernist
- Feminism radical
- Feminism socialist

## Cultură

### Literatură
Mișcarea feministă a dus la apariția ficțiunii feministe, a non-ficțiunii feministe și a poeziei feministe, generând un nou interes pentru scrierile femeilor. De asemenea, a determinat o reevaluare generală a contribuțiilor istorice și academice ale femeilor, ca răspuns la convingerea că viețile și contribuțiile femeilor au fost subreprezentate ca arii de interes științific. De asemenea, a existat o legătură strânsă între literatura feministă și activism, scrierile feministe exprimând de obicei preocupări sau idei-cheie ale feminismului într-o anumită epocă.
Anumite opere literare au ajuns să fie cunoscute drept texte feministe esențiale. A Vindication of the Rights of Woman (1792) de Mary Wollstonecraft, este una dintre primele lucrări de filosofie feministă. A Room of One's Own (1929), de Virginia Woolf, se remarcă prin argumentul său în favoarea unui spațiu literal și figurat pentru scriitoare, într-o tradiție literară dominată de bărbați.
Potrivit lui Elyce Rae Helford, „SF-ul și fantezia servesc drept vehicule importante pentru gândirea feministă, în special ca punți între teorie și practică”. Științifico-fantasticul feminist este uneori predat la nivel universitar pentru a explora rolul construcțiilor sociale în înțelegerea genului. Texte notabile de acest tip sunt Mâna stângă a întunericului (1969) de Ursula K. Le Guin, The Female Man (1970) de Joanna Russ, Kindred (1979) de Octavia E. Butler, și Povestirea cameristei (1985) de Margaret Atwood.
Non-ficțiunea feministă a jucat un rol important în exprimarea îngrijorărilor cu privire la experiențele trăite de femei. De exemplu, I Know Why the Caged Bird Sings (1969), primul din cele 7 volume autobiografice ale Mayei Angelou, a fost extrem de influent, deoarece a reprezentat rasismul și sexismul trăit de femeile de culoare care creșteau în Statele Unite. Maya se transformă dintr-o victimă cu un complex de inferioritate într-o tânără demnă, stăpână pe sine, capabilă să reacționeze la prejudecăți.

### Muzică
Muzica femeilor este muzica făcută de femei, pentru femei și despre femei. Genul a apărut ca o expresie muzicală a mișcării feministe din al doilea val, precum și a mișcărilor pentru muncă, drepturi civile și pace. Mișcarea a fost inițiată de lesbiene precum Cris Williamson, Meg Christian și Margie Adam, activiste afro-americane precum Bernice Johnson Reagon și grupul său Sweet Honey in the Rock, și activista pentru pace Holly Near. Muzica femeilor se referă, în același timp, la industria mai largă a muzicii feminine care merge dincolo de interpreți pentru a include muzicieni de studio, producători, ingineri de sunet, tehnicieni, distribuitori, promotori și organizatori de festivaluri care sunt, de asemenea, femei.
În timp ce industria muzicală a fost mult timp deschisă la prezența femeilor în roluri de interpretare sau divertisment, este mult mai puțin probabil ca femeile să ocupe poziții de autoritate, cum ar fi conducerea unei orchestre. În muzica populară, deși există multe cântărețe care înregistrează melodii, există foarte puține femei în spatele pupitrului audio care acționează ca producători muzicali, persoanele care dirijează și gestionează procesul de înregistrare.
Solista Cher a fost descrisă ca „o pionieră a autonomiei feminine într-o epocă dominată de bărbați, deschizătoare de drumuri într-o industrie sexistă cu muzica ei”, imaginea sa evoluând datorită „refuzului de a depinde de un bărbat, și determinării ... de a respinge rolul convențional atribuit femeilor de peste patruzeci de ani într-o industrie care fetișizează tinerețea”. Madonna, de asemenea o figură cheie în muzica pop, este recunoscută pentru schimbarea definitivă a industriei muzicale pentru femei, prin succesul comercial și critic covârșitor, și creionarea unei nișe pentru vedetele feminine emancipate sexual și cu simț antreprenorial.

### Cinema

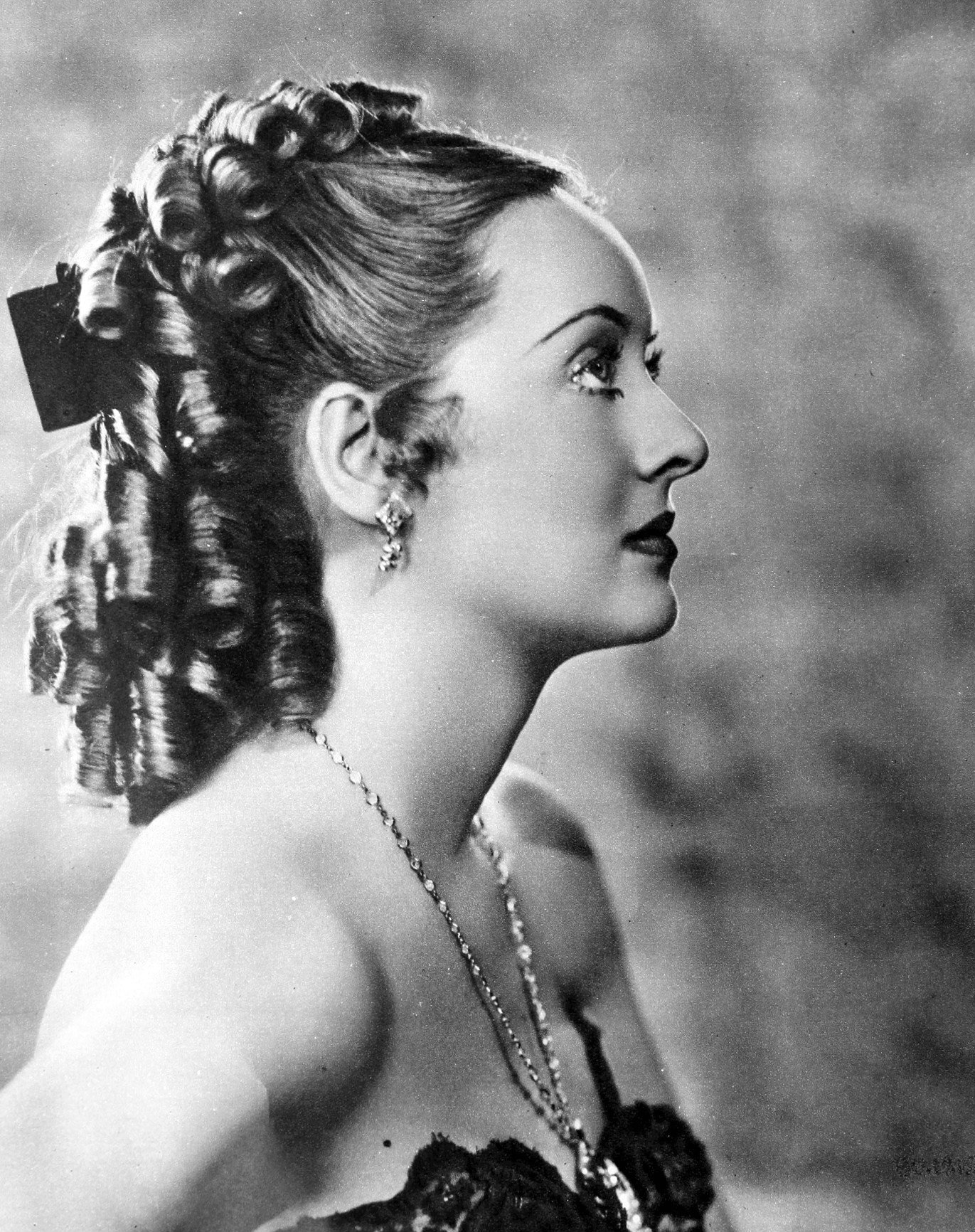
Bette Davis, cunoscută pentru interpretarea personajelor feminine complexe. În 1941, Davis a devenit prima femeie președinte AMPAS.

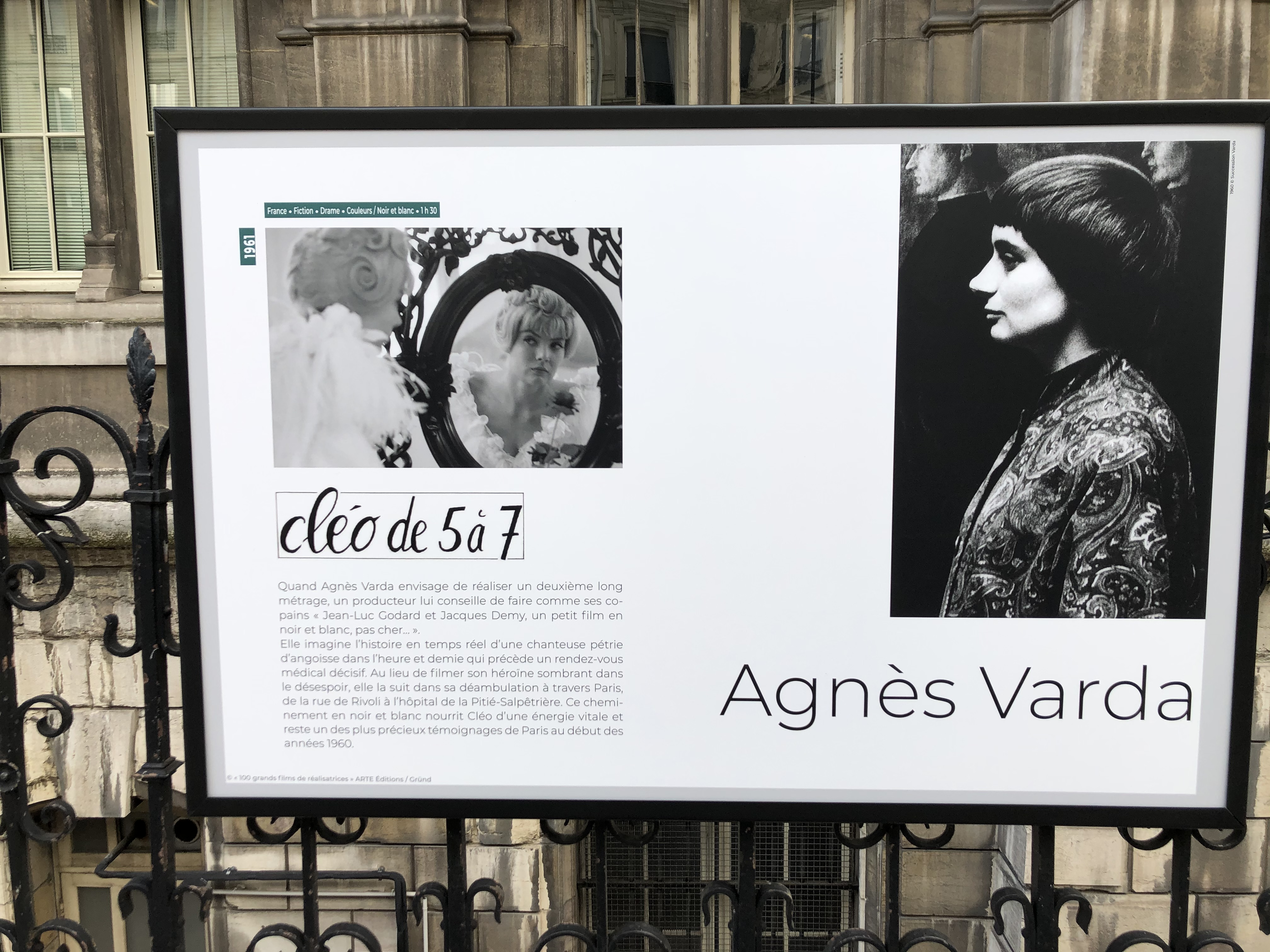
Cleo de la 5 la 7 (1962) de Agnès Varda prezintă confruntarea unei femei cu propria mortalitate, un trop comun pentru regizoare.

Cinematografia feministă, care susține sau ilustrează perspective feministe, a apărut în mare parte odată cu dezvoltarea teoriei feministe a filmului la sfârșitul anilor 1960 și începutul anilor 1970. În 1972 au avut loc primele festivaluri feministe de film în SUA și Marea Britanie, precum și prima revistă feministă de film, Women & Film. Printre pionierele din această perioadă se numără Claire Johnston și Laura Mulvey, care au organizat, de asemenea, evenimentul dedicat femeilor la Festivalul de Film de la Edinburgh. Alte teoreticiene cu un impact puternic asupra filmului feminist sunt Teresa de Lauretis, Anneke Smelik și Kaja Silverman. Abordările din filosofie și psihanaliză au alimentat critica de film feministă, filmul independent feminist și distribuția feministă.
În timpul perioadei de glorie a marilor studiouri de la Hollywood din anii 1930-1950, statutul femeilor în industrie era abisal. De atunci, regizoare precum Sally Potter, Catherine Breillat, Claire Denis și Jane Campion au realizat filme artistice, iar exemple precum Patty Jenkins (Femeia Fantastică, 2017) și Greta Gerwig (Barbie, 2023) au avut succes la nivel mainstream. În 2009, Kathryn Bigelow a devenit prima femeie care a câștigat Premiul Oscar pentru cel mai bun regizor, pentru Misiuni periculoase (2008). Acest progres era stagnant în anii 1990, iar bărbații încă depășesc femeile cu cinci la unu în rolurile din spatele camerei.

## Impact
Mișcarea feministă a produs schimbări în societatea occidentală, inclusiv sufragiul femeilor; un acces mai mare la educație; plăți mai echitabile față de bărbați; dreptul de a iniția proceduri de divorț; dreptul femeilor de a lua decizii individuale privind sarcina (inclusiv accesul la contraceptive și avort); și dreptul de a deține proprietăți.

### Drepturi civile
Semnat și ratificat
     Aderat sau succedat
     Stat nerecunoscut care respectă tratatul
     Numai semnat
     Nesemnatar

Participare la Convenția privind eliminarea tuturor formelor de discriminare împotriva femeilor
Semnat și ratificat
Aderat sau succedat
Stat nerecunoscut care respectă tratatul
Numai semnat
Nesemnatar

Începând cu anii 1960, campania pentru drepturile femeilor a avut rezultate mixte în Statele Unite și Regatul Unit. Alte țări din CEE au convenit să se asigure că legile discriminatorii vor fi eliminate treptat în întreaga Comunitate Europeană.
Unele campanii feministe au contribuit, de asemenea, la reformarea atitudinii față de abuzul sexual asupra copiilor. Punctul de vedere conform căruia fetele tinere îi determină pe bărbați să întrețină relații sexuale cu ele a fost înlocuit de cel al responsabilității bărbaților pentru propriul comportament, bărbații fiind adulți.
În SUA, Organizația Națională pentru Femei (NOW) a început în 1966 să militeze pentru egalitatea femeilor, inclusiv prin amendamentul privind egalitatea drepturilor (ERA), care nu a fost adoptat, deși unele state au adoptat propriile amendamente. Drepturile de reproducere în SUA s-au axat pe decizia instanței din cauza Roe v. Wade, care enunță dreptul unei femei de a alege dacă dorește să ducă o sarcină la termen.
Repartizarea sarcinilor în cadrul gospodăriilor a fost afectată de creșterea numărului de femei care au intrat pe piața muncii în secolul al XX-lea. Sociologul Arlie Russell Hochschild a constatat că, în cuplurile cu două cariere, bărbații și femeile petrec, în medie, o cantitate egală de timp muncind, dar femeile petrec totuși mai mult timp cu treburile casnice.
În dreptul internațional, Convenția privind eliminarea tuturor formelor de discriminare împotriva femeilor este o convenție internațională adoptată de Adunarea Generală a Națiunilor Unite, și descrisă ca o declarație internațională a drepturilor femeilor. A intrat în vigoare în națiunile care au ratificat-o.

### Teologie

Simbolul spiralei în reprezentarea Zeiței din neopăgânism

Teologia feministă este o mișcare care reconsideră tradițiile, practicile, scrierile și teologiile religiilor dintr-o perspectivă feministă. Unele dintre obiectivele teologiei feministe includ creșterea rolului femeilor în rândul clerului și al autorităților religioase, reinterpretarea imagisticii masculine și a limbajului despre Dumnezeu, stabilirea poziției femeilor în raport cu cariera și maternitatea, și studierea reprezentărilor femeilor în textele sacre ale religiei.
Feminismul creștin este o ramură a teologiei feministe care caută să interpreteze și să înțeleagă creștinismul în lumina egalității dintre femei și bărbați, această interpretare fiind considerată necesară pentru o înțelegere completă a creștinismului. Deși nu există un set standard de convingeri în rândul feministelor creștine, majoritatea sunt de acord că Dumnezeu nu face discriminări pe criterii de sex, și sunt implicate în probleme precum hirotonirea femeilor, dominația masculină și echilibrul parental în căsătoria creștină, afirmațiile privind deficiența morală și inferioritatea femeilor în comparație cu bărbații, și tratamentul general al femeilor în biserică.
Mișcarea Zeiței este o mișcare religioasă neopăgână, care include credințe și practici spirituale apărute în principal în Statele Unite la sfârșitul anilor 1960, și predominant în lumea occidentală în anii 1970. Mișcarea a crescut ca o reacție atât împotriva religiilor patriarhale avraamice, care își concep zeii exclusiv ca bărbați la care se face referire folosind articole gramaticale și pronume masculine, cât și împotriva secularismului. Ea se axează pe cultul Zeiței și venerarea divinului feminin, și presupune focalizarea asupra femeilor, cât și asupra uneia sau mai multor înțelegeri ale genului sau feminității.